# كواليديا كود
كواليديا كود (باليابانية: クオリディア・コード، بالروماجي: Kuoridia Kōdo) هي سلسلة روايات خفيفة، نشرت أول رواية من قبل شوئيشا في 23 يناير 2015. أنتجت إلى مسلسل أنمي تلفزيوني من قبل استوديو أيه-1 بكتشرز، عرض الأنمي في 10 يوليو عام 2016 واستمر عرضه حتى 24 سبتمبر عام 2016، وتكون من 12 حلقة.

## القصة
تدور أحداث القصة في عالم تخوض فيه البشرية حربًا ضد عدو يسمى المجهول. الأطفال الذين دخولوا في النوم البارد أثناء غزو المجهول قبل عدة عقود، يستيقظون من سباتهم ويجدون أن أجسادهم طورت قدرات خارقة تسمى العالم. من أجل حماية اليابان من المجهول القادم من الخارج خليج طوكيو، يخوض الأولاد معارك للدفاع عن عدة المدن في اليابان.

## الشخصيات

### الشخصيات الرئيسية
إيتشيا سوزاكو (باليابانية: 朱雀 壱弥، بالروماجي: Suzaku Ichiya)
أداء صوتي: سوما سايتو
كاناريا أوتارا (باليابانية: 宇多良 カナリア، بالروماجي: Utara Kanaria)
أداء صوتي: يوي إيشيكاوا
أسوها تشيغوسا (باليابانية: 千種 明日葉، بالروماجي: Chigusa Asuha)
أداء صوتي: تشيكا أنزاي
كاسومي تشيغوسا (باليابانية: 千種 霞، بالروماجي: Chigusa Kasumi)
أداء صوتي: يوما أوتشيدا
مايهيمي تينكاوا (باليابانية: 天河 舞姫، بالروماجي: Tenkawa Maihime)
أداء صوتي: آوي يوكي
هوتارو ريندو (باليابانية: 凛堂 ほたる، بالروماجي: Rindō Hotaru)
أداء صوتي: أياكا فوكوهارا

### شخصيات أخرى
آوي يايغاكي (باليابانية: 八重垣 青生، بالروماجي: Yaegaki Aoi)
أداء صوتي: سورا أماميا
كيوتوكو أساناغي (باليابانية: 朝凪 求得، بالروماجي: Asanagi Kyūtoku)
أداء صوتي: هيرواكي هيراتا
أيراي يونامي (باليابانية: 夕浪 愛離، بالروماجي: Yunami Airi)
أداء صوتي: ماميكو نوتو
زاكورو أوتوناشي (باليابانية: 音無 柘榴، بالروماجي: Otonashi Zakuro)
أداء صوتي: شيوري إيزاوا
غينكو ساجيهارا (باليابانية: 佐治原 銀呼، بالروماجي: Sajihara Ginko)
أداء صوتي: ناتسومي فوجيوارا
ماهيرو أوكوني (باليابانية: 大國 真昼، بالروماجي: Ookuni Mahiru)
أداء صوتي: ساياكا أوهارا

## وصلات خارجية
- الموقع الرسمي (باليابانية)
- Kuzu to Kinka no Qualidea (باليابانية)
- Itsuka Sekai o Sukū Tame ni: Qualidea Code نسخة محفوظة 5 يونيو 2016 على موقع واي باك مشين. (باليابانية)
- Sonna Sekai wa Kowashiteshimae: Qualidea Code نسخة محفوظة 2 يوليو 2017 على موقع واي باك مشين. (باليابانية)
- Dōdemo Ii Sekai Nante: Qualidea Code (باليابانية)
- لا بيانات لهذه المقالة على ويكي بيانات تخص الفن